# واهه خوجایان
واهیگ «واهه» خوجایان (زاده ۱۹ نوامبر ۱۹۲۹ – درگذشته ۱۷ سپتامبر ۲۰۱۵) رهبر ارکستر ارمنی‌تبار اهل ایران، پایه‌گذار نخستین ارکستر رادیوی ملی ایران و دانش‌آموخته مدرسه موسیقی سانتا چیچیلیای رم بود.

## زندگی
واهه خوجایان در سال ۱۹ نوامبر ۱۹۲۹ (۲۸ آبان ۱۳۰۸) در تهران به دنیا آمد. ابتدا نزد روبن گریگوریان آموزش دید. سپس تحصیلات خود را در هنرستان عالی موسیقی دنبال کرد. در سال ۱۳۲۹ به ایتالیا عزیمت نمود و در آکادمی سانتا چیچیلیای رم ادامه تحصیل داد. وی در پی فارغ‌التحصیلی به سمت نوازنده ویولن به استخدام ارکستر مجلسی «سوسی یتا کورلی» درآمد و همراه این گروه سال‌های متمادی به اجرای کنسرت در ایتالیا و سایر نقاط جهان پرداخت. وی در سال ۱۹۶۰، پس از بازگشت به ایران به استخدام وزارت فرهنگ و هنر درآمد و استادی ویولن و سپس مضافاً کلاس انسامبل نیز به او واگذار شد. خوجایان سپس سرپرستی و رهبری ارکستر هنرستان عالی موسیقی را نیز به عهده گرفت. واهه خوجایان رهبر مؤسس ارکستر مجلسی تلویزیون ملی ایران بود و در این سمت سال‌ها خدمت کرد. او همراه این ارکستر رهبری برنامه افتتاحیه اولین جشن هنر شیراز را به عهده داشت و در کنسرت دوم در همین جشن یهودی منوهین تکنواز او بود. طی یکی از تورهای بین‌المللی با ارکستر مجلسی «سوسی یتا کورلی» - پس از کنسرتی در سان فرانسیسکو به دیدار برادرش که مدت‌ها مقیم شهر رینو، نوادا بود رفته و از همان زمان به این شهر جلب شد. وی پیش از انقلاب به ایالات متحده آمریکا مهاجرت کرد و ساکن شهر رینو، نوادا شد و ارکستر مجلسی این شهر را تأسیس کرد و قریب به سی سال رهبری و مدیریت هنری آن را عهده‌دار بود. خوجایان برای یک عمر فعالیت هنری مفتخر به دریافت جایزه بزرگ دولتی ایالات متحده آمریکا شد. واهه خوجایان ۱۷ سپتامبر ۲۰۱۵ (۲۶ شهریور ۱۳۹۴) در شهر رینو درگذشت.

## فعالیت‌ها
فعالیت‌های حرفه ای خوجایان عبارتنداز:
- پایه‌گذاری ارکستر رادیوی ملی ایران در ۱۹۶۷ (۱۳۴۶)
- نوازندگی در ارکستر سمفونیک تهران به رهبری روبن گریگوریان
- نوازندگی در ارکستر مجلسی معروف سوسیه تاکورلی ایتالیا
- تدریس ویلن در مدرسهٔ موسیقی سانتا چیچیلیای رم
- رهبری ارکستر رنو ایتالیا
- نوازندگی ویلن (ویلن زن اول) در ارکستر کورلی و ارکستر تارتینی رم